# Pomirți, Buceaci
Pomirți (în ucraineană Помірці) este un sat în comuna Ripînți din raionul Buceaci, regiunea Ternopil, Ucraina.

## Demografie
Componența lingvistică a localității Pomirți
     Ucraineană (99,81%)
     Alte limbi (0,19%)
Conform recensământului din 2001, majoritatea populației localității Pomirți era vorbitoare de ucraineană (99,81%), existând în minoritate și vorbitori de alte limbi.